# Королевский скандал (фильм, 2001)
«Королевский скандал» (англ. The Royal Scandal) — канадский телевизионный фильм 2001 года режиссёра Родни Гиббонса, снятый по рассказам «Скандал в Богемии» и «Чертежи Брюса-Партингтона» сэра Артура Конан Дойля. Главные роли исполнили Мэтт Фрюэр и Кеннет Уэлш. Третий из серии четырёх канадских фильмов о Шерлоке Холмсе.

## Сюжет
Шерлок Холмс получает таинственную записку с очень важным содержанием: ему доверяют дело национальной чести. Вместе со своим другом доктором Ватсоном, Шерлок Холмс должен помочь королю Богемии вернуть фотографию, в которой он запечатлен в компрометирующей ситуации с легендарной оперной звездой Ирэн Адлер.
Ирэн шантажирует короля накануне его свадьбы со Скандинавской принцессой. Но коварной оперной примадонне не нужны деньги или драгоценности, ей нужно сердце короля и обещание жениться только на ней. Наши герои оказываются в довольно щекотливой ситуации и, похоже, Шерлок Холмс нашел себе достойного противника в этой увлекательной истории.

## В ролях
- Мэтт Фрюэр — Шерлок Холмс
- Кеннет Уэлш — доктор Ватсон
- Лилиана Коморовская — Ирэн Адлер
- Дэниел Брошу — Уиггинс
- Р.Х.Томсон — Майкрофт Холмс
- Робин Уилкок — Принц
- Джейкоб Ричмонд — Артур Кадоген Уэст
- Кэтрин Мак-Олиффи— миссис Хадсон
- Джулиан Кэйси — инспектор Лестрейд
- Ноэль Бёртон — Профессор Морган
- Гарри Хилл — лорд Харфорд
- Эд Лэнгхем — сэр Джеймс Уолтер
- Шон Дивайн — Тимоти Картер
- Артур Холден — Сигизмунд
- Лорден Имбо
- Дэвид Тайлер